# Buslijn 18 (Amsterdam)
Buslijn 18 is een buslijn van het GVB Amsterdam, die de wijk Slotervaart via Overtoomse Veld, Bos en Lommer en Oud-West met het Centraal Station verbindt. Lijn 18 wordt gereden met elektrische gelede bussen uit de hoofdgarage West.

## Geschiedenis

### Buslijn L

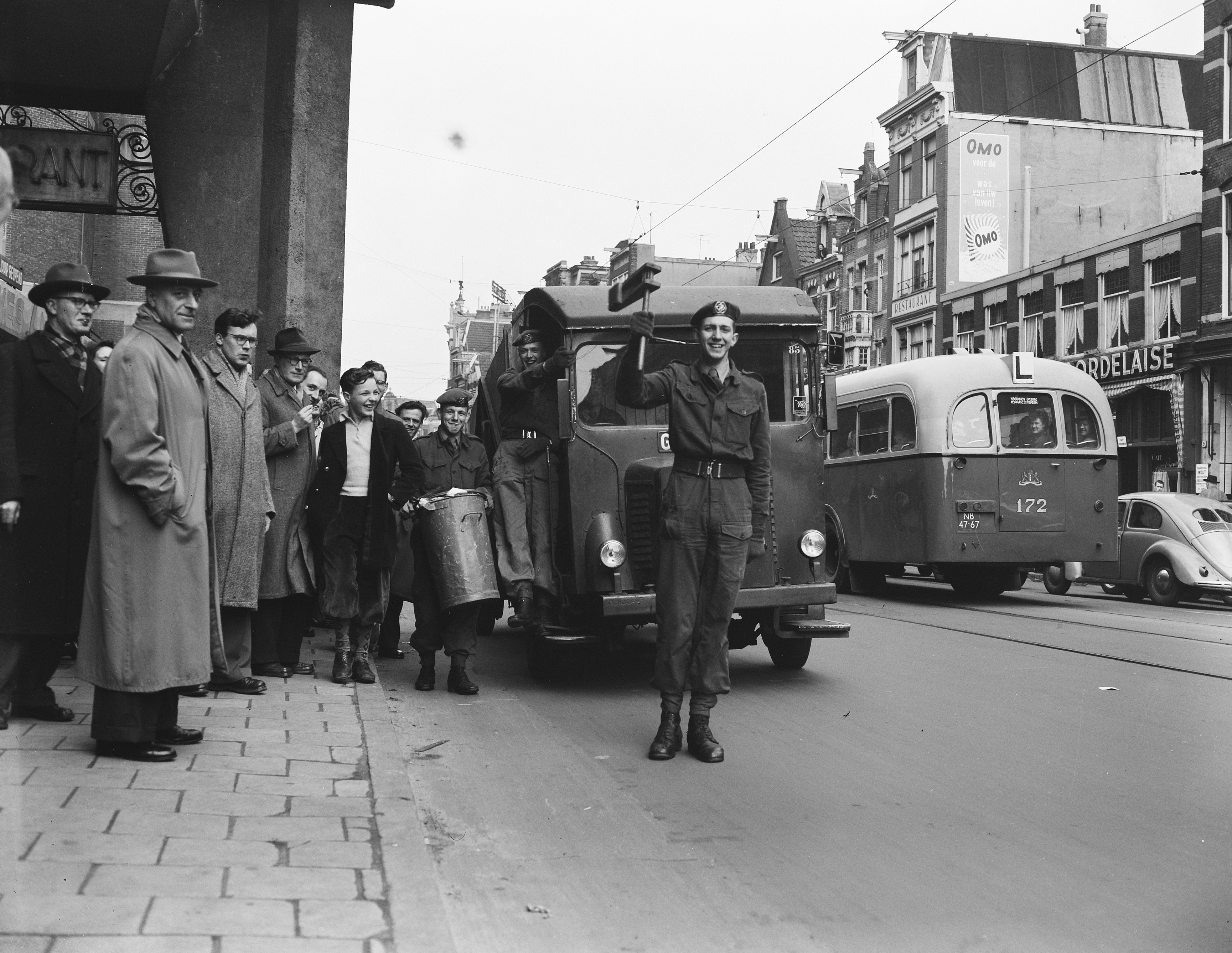
bus 172 van lijn L gereden door militaire chauffeur met gewapende begeleider ingezet op tramlijn tijdens gemeenteambtenarenstaking op 4 april 1955

Op 1 januari 1951 werd buslijn L ingesteld ter vervanging van de opgeheven tramlijn 18 tussen het Nassauplein en het Bos en Lommerplein via de Haarlemmerweg. In tegenstelling tot tramlijn 18 liep de lijn dus vanaf Sloterdijk verder naar het Bos en Lommerplein. De reeds bestaande buslijn L naar Buiksloot werd verletterd in lijn A. Op 5 september 1965 werd lijn L samengevoegd met buslijn 18 met een nieuw traject over de Hoofdweg.

### Buslijn 18

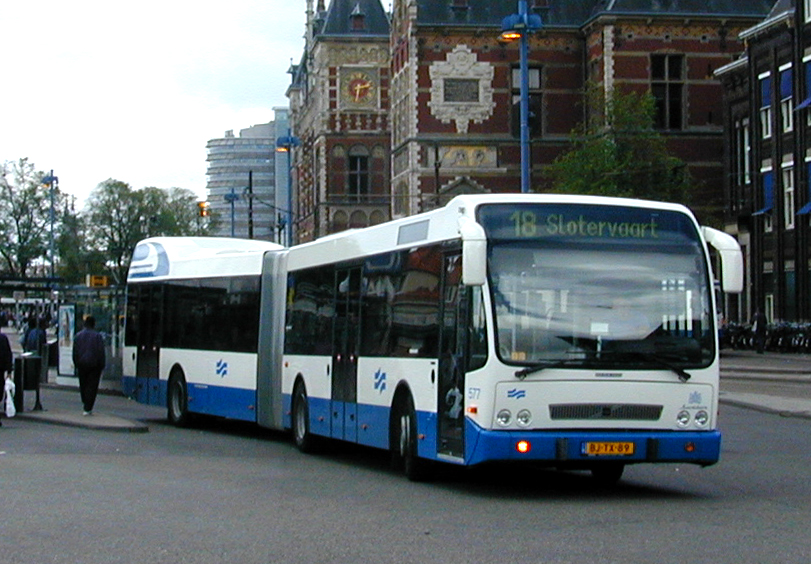
Een Berkhof met lage vloer van lijn 18 bij het Centraal Station, mei 2001

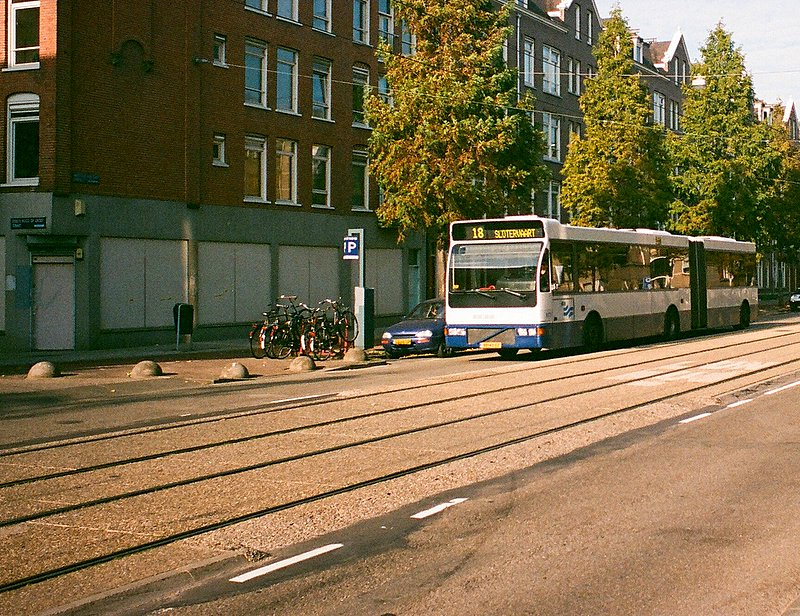
Een Berkhof met hoge vloer Berkhof van lijn 18 in 2007

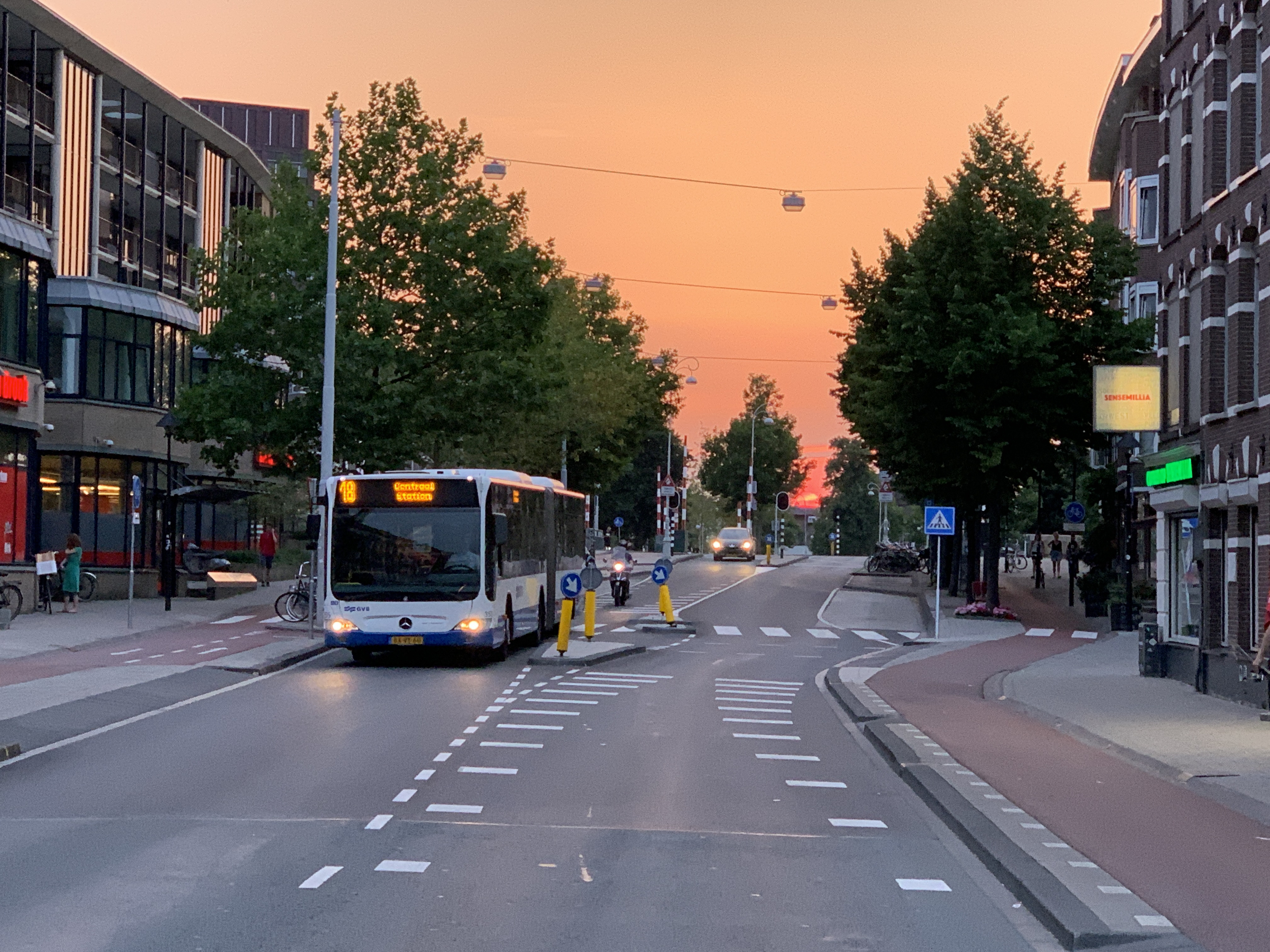
Een Mercedes Citaro op lijn 18 naar Centraal Station bij de Gillis van Ledenberchstraat, augustus 2020

Op 10 juli 1960 werd buslijn 18 ingesteld en liep toen van Slotervaart (bij de Plesmanlaan) via de Johan Huizingalaan, Robert Fruinlaan en Postjesweg verder via de route van buslijn 17 via de Kinkerstraat, Marnixstraat en Rozengracht naar het Centraal Station. De lijn vormde met buslijn 17 een dubbellijn tussen de Hoofdweg en het Centraal Station. In de zomer van 1962 werd buslijn 17 beperkt tot een spitsuurlijn.
Bij de komst van tramlijnen 17 en 27 op 8 en 9 september 1962 werd lijn 18 beperkt tot een aanvoerlijn van lijnen 17 en 27 tussen Slotervaart en de Hoofdweg waarbij een lus Postjesweg, Hoofdweg, Davisstraat, Hudsonstraat en Postjesweg werd gereden.
Op 5 september 1965 werd lijn 18 samengevoegd met buslijn L en reed toen van Slotervaart via de Hoofdweg, Bos en Lommerweg, Admiraal de Ruijterweg en Haarlemmerweg naar het Nassauplein. Op 15 oktober 1966 kreeg de lijn zijn eindpunt op de Aletta Jacobslaan waarbij een lus Johan Huizingalaan, Plesmanlaan, Ottho Helderingstraat, Aletta Jacobslaan en Johan Huizingalaan werd gereden.
Dit bleef zo tot 6 oktober 1974 toen de lijn vanaf de Haarlemmerweg via de Van Hallstraat, Tweede Kostverlorenstraat, Marnixstraat naar het Haarlemmerplein werd verlegd en werd doorgetrokken via de Haarlemmer Houttuinen naar het Centraal Station (standplaats in het Prins Hendrikplantsoen bij de Centraal Nederland lijnen). De route langs het smalle gedeelte van de Haarlemmerweg en de standplaats op het Nassauplein kwamen te vervallen.
Op 6 oktober 1975 werd de lijn verlegd naar het eindpunt Louwesweg, samen met de verlengde tramlijn 2 waarbij in beide richtingen over de Johan Huizingalaan werd gereden tot de Louwesweg.
Afgezien van het feit dat de dienst sinds 1992 geheel met gelede bussen wordt gereden bleef de lijn meer dan 29 jaar ongewijzigd. Alleen werd enige keren de standplaats op het Centraal Station verplaatst tussen het Prins Hendrikplantsoen, bij de Westelijke toegang op het zogenaamde Entosspoor of op het Oostelijk busstation. De enige wijziging vond plaats in december 2004 toen de lijn werd rechtgetrokken via de hele Bos en Lommerweg naar de Haarlemmerweg in plaats van via de Admiraal de Ruijterweg.
Op 28 mei 2006 kreeg de lijn door omwisseling met buslijn 21 een grotendeels nieuwe route. Vanaf het Mercatorplein werd voortaan gereden via de Jan Evertsenstraat, Admiraal de Ruijterweg, Jan van Galenstraat, Tweede Hugo de Grootstraat, Frederik Hendrikstraat, Marnixstraat en Haarlemmer Houttuinen naar het Centraal Station. Op 22 juli 2018 werd de lijn verlegd van het Prins Hendrikplantsoen aan de voorzijde naar het busstation IJzijde aan de achterzijde van het station.
Vanaf 17 augustus 2020 tot 8 december 2023 was in verband met de vernieuwing van de Bullebak en andere werkzaamheden de route voor meer dan drie jaar gestremd. Hierbij was lijn 18 langdurig verlegd via de route van lijn 21 (in tegengestelde richting) door de Kostverlorenstraat en Van Hallstraat en vervolgens over de Haarlemmerweg naar het Nassauplein.
De lijn rijdt maandag tot en met vrijdag overdag elke 10 minuten en daarbuiten elke 15 minuten.
Huidig: 15 · 18 · 21 · 22 · 34 · 35 · 36 · 37 · 38 · 40 · 41 · 43 · 44 · 47 · 48 · 49 · 61 · 62 · 63 · 65 · 66 · 68 · 231 · 233 · 245 · 246 · 247 · 267 · 360 · 369 · 461 · 463 · 464
Voormalig: A · B · C · D · E · F · G · H · K · L · M · P · R · S · 5 · 6 · 8 · 11 · 12 · 13S · 14 · 17 · 19 · 20 · 23 · 26 · 28 · 29 · 30 · 31 · 32 · 33 · 39 · 42 · 44P · 45 · 46 · 50/51 · 53 · 54 · 55 · 56 · 57 · 58 · 59 · 60 · 60S · 64 · 67 · 69 · 70 · 95/195 · 148 · 149 · 165/166 · 192 · 199 · 222 · 230 · 232 ·  240 · 248 · 249 · 265 · 269 · 315 · 326 · 465 · 580 · 581 · 582 · 583

Zie ook: Amsterdams busnet · Geschiedenis busnet · Amsterdams nachtbusnet · Portaal openbaar vervoer